# Baldratia suaedae
Baldratia suaedae är en tvåvingeart som beskrevs av Möhn 1969. Baldratia suaedae ingår i släktet Baldratia och familjen gallmyggor. Inga underarter finns listade i Catalogue of Life.